# 閩粵械鬥
閩粵械鬥，又稱閩客械鬥，是指於18世紀中葉至19世紀末葉，在臺灣漢人族群中的祖籍為福建省的閩南人與祖籍為廣東省的客家人，以及祖籍為廣東省的潮州人之間所發生的武裝衝突。而這兩省移民的分類械鬥，也稱「福客鬥」。

## 形成原因
閩粵械鬥，屬於臺灣分類械鬥的一種，其發生原因，大致可以概括為下列數點：
- 清朝中期大量移民來台，不同族群之間存在著諸多利益衝突。如灌溉水權、爭取墾地、建屋蓋廟等等。
- 同鄉移民聚集地相近，與外鄉移民利益衝突時容易聚眾私自逞鬥。
- 族群之間有文化差異。
- 官衙控制力不夠，無法禁絕。甚至漠視、分化兩方爭鬥，造成兩敗俱傷以強化自身統治。
- 土豪世族的利益纷争。
- 民風強悍與羅漢腳人數過多。

## 事件

### 18世紀
- 1723年鳳山閩粵械鬥
  - 賴君奏案
  - 吳福生案
- 1751年閩粵械鬥
  - 首次大規模械鬥，遠因乃朱一貴的部眾以閩籍漳、泉二府為主。而杜君英集團成員的組成則包括了閩籍漳、泉墾民和粵籍使用潮州話的潮州潮陽、揭陽、海陽一地墾民與客籍傭工。整個起事集團後分裂為使用泉漳片的閩籍墾民和使用潮汕片的粵籍墾民二股勢力而形成閩、粵對立。在朱一貴、杜君英相爭之際，下淡水溪即有十三大庄、六十四小莊，包含了閩籍汀州府和粵籍鎮平、平遠、程鄉三縣未附眾起事的客籍墾民，因懼遭戰火波及，遂集結以自保，形成六堆。
  - 台灣知府覺羅四明1757年上任，嚴厲控制械鬥。該知府任期至1764年。
- 1769年閩粵岡山汛（岡山區）械鬥
  - 閩人黃教作亂，清府徵粵勇平亂。粵客鄉勇趁機燒掠閩人村莊。
- 1777年閩粵械鬥
  - 閩粵兩族群爭樹林，粵人落敗遷竹塹郊區( 竹塹是閩南人地盤 )。
- 1783年淡水閩粵械鬥（張昂案）
- 1786年彰化漳泉粵械鬥（林爽文案）
- 1787年淡水廳白石湖漳泉粵械鬥-新竹區
- 1790年彰化漳粵泉械鬥（張標案）
- 1797年噶瑪蘭蛤仔難泉粵械鬥

### 19世紀
- 1806年苗栗中港溪閩粵械鬥
- 1809年噶瑪蘭蛤仔難漳泉粵番械鬥
- 1816年淡水廳閩粵漳泉械鬥
- 1826年漳粵彰化嘉義械鬥（彰化溪州李通事件，只因竊豬，彰化縣志）
- 1826年閩粵竹南械鬥（張、黃）（李通事件波及）
- 1826年粵人吳集光宜蘭械鬥
- 1830年台北盆地閩粵二族因爭地盤發生械鬥。
- 1832年嘉義閩粵械鬥（張丙案）
- 1833年彰化淡水閩粵械鬥，張丙案之延續。
- 1834年閩粵臺北新竹械鬥
- 1840年新莊閩粵械鬥
  - 促使客家人移居中壢以南,新竹郊區,苗栗山區，死者被奉祀在新莊大眾廟。
- 1841年鳳山閩粵械鬥（陳沖案）
- 1844年彰化漳粵械鬥（陳結案）
- 1847年鳳山閩粵械鬥
- 1853年台北閩粵械鬥
- 1853年，大路關閩粵械鬥（大路關恩公廟）
- 1854年中壢苗栗山區閩粵械鬥
- 1883年閩粵鳳山械鬥

## 影響
1. 財產生命損失：之所以稱「械鬥」，乃指這類型衝突動用的武器通常是致人於死的刀械。雖然在法治約束下，縱火燒產，破壞屋垣情形比殺人情事較為常見，但是一場中大型械鬥下來，傷亡嚴重可說難以避免。而不論是財產或生命的損失，對於當時社會都造成無法估計的戕害。
2. 族群遷徙及同化：分類械鬥常決定族群的分布。當械鬥發生後，勝利者常常霸佔落敗者的房屋，並改建廟宇信仰。為了平息紛爭或避禍，人口數量較少的落敗一方通常遷徙到位置較不好的遠地村庄或漸次與勝利者同化為因應。部分因經商導致逐漸提高身分地位的粵籍客家人，常以隱藏自己語言習慣來避禍。
3. 官方法制威信盡失：因為械鬥過程中，官方做的最多只是辦理控制規模與預防民變角色。致使民眾不再相信法制，也因此社會守法觀念始終無法提昇。該現象，直至受到臺灣總督府的統治後，才全部絕跡。
4. 劃清地界自我設限：械鬥之後，各族為了防衛與預防再度發生事端，通常會加強各種工事（例如新八芝蘭的類似城堡街道）。這種族群間的對立，造成經濟與文化交流的更加困難。這情形，經光緒年間許多地方仕紳努力，才漸次有所改善。不過到如今，族群仍多少還是受其影響。

## 文學作品
在清雍正六年（1728年）至雍正七年（1729年）間，擔任了巡臺御史的江蘇省人夏之芳，即作一詩表示：「閩人輕惰粵人勤，墾置田園內外分。占籍莫嫌多客仔，曾殲朱祖作前軍。」臺灣作家李喬，是寫過以閩粵械鬥為背景的《咒之環：幽情三部曲Ⅰ》與《散靈堂傳奇：幽情三部曲Ⅲ》兩部小說。